# Eisso Woltjer
Eisso Pieter Woltjer (Nieuwe Pekela, 9 januari 1942) is een Nederlands politicus namens de Partij van de Arbeid (PvdA).

## Biografie
Eisso Woltjer werd in Nieuwe Pekela (provincie Groningen) geboren als de zoon van landbouwer Abram Woltjer en lerares Jitske Talsma. In Stadskanaal ging hij naar de hogereburgerschool. Later verhuisde hij naar Limburg. Woltjer doorliep van 1961 tot 1970 de Landbouwhogeschool te Wageningen.
Tussen 1970 en 1973 was Woltjer werkzaam in een landbouwontwikkelingsproject van de Nederlandse Heidemaatschappij (ILACO) op het Indonesische eiland Lombok. Daarna werkte hij als docent en adjunct-directeur aan de Praktijkschool Champignonteelt (1973-1975) in Horst en als stafdocent aan de Rijks Hogere Landbouwschool (1975-1979) in Deventer.
Woltjer was van 4 juli 1978 tot 19 juli 1979 lid van de Provinciale Staten van Limburg. Hij nam hiervan afscheid toen hij medio juli 1979 plaatsnam in het Europees Parlement, een positie die hij vijftien jaar lang vervulde. Op 17 mei 1994 kwam Woltjer in de Tweede Kamer terecht, alwaar hij zich tot 19 mei 1998 bezighield met landbouw en Europese zaken. In die periode is hij een half jaar voorzitter van de vaste commissie voor Buitenlandse Zaken en een tijd lid van het partijbestuur van de PvdA geweest.

### Overig
In zijn loopbaan heeft Woltjer enkele nevenfuncties vervuld, waaronder het voorzitterschap van de Stichting Wereldvoedselvraagstuk. Op 26 april 1992 werd hij onderscheiden als ridder in de Orde van Nederlandse Leeuw en op 18 mei 1998 als ridder in de Orde van Oranje-Nassau.

### Persoonlijk leven
Woltjer is sinds 1969 getrouwd en hij heeft twee kinderen.

## Publicaties
- "Nederland en het Europees landbouwbeleid" (1984)
- "Landbouw en ontwikkelingsbeleid" (1985)
- "Landbouw en wereldhandel" (1986)
- "Visit to Negros" (1987)
- "Aanzetten voor een vernieuwd Europees landbouwbeleid" (1994)

- International Standard Name Identifier: 0000 0003 8889 475X
- Nederlandse Thesaurus van Auteursnamen: 070070040
- Parlement.com: vg09llpo6et3
- Virtual International Authority File: 282209397
- WorldCat: E39PBJfCwkrDM4jVDtcQXVF7pP